# Медовий місяць (фільм, 2024)
«Медовий місяць» — український романтичний камерний трилер 2024 року, поставлений режисеркою Жанною Озірною за власним сценарієм. Фільм є повнометражним ігровим дебютом режисерки. Світова прем'єра фільму відбулася 2 вересня 2024 року на Венеційському міжнародному кінофестивалі. Офіційна прем'єра в Україні відбулася на Київському міжнародному кінофестивалі «Молодість» 29 жовтня 2024 року, де фільм здобув головну фестивальну нагороду — Гран-прі «Скіфський олень» .
В національному кінотеатральному прокаті фільм з 11 вересня 2025 року. Дистриб'ютор в Україні — B&H Film Distribution Company.

## Сюжет
Маленьке містечко поблизу Києва. Тарас і Оля після вечірки з друзями проводять першу ніч у своїй новій квартирі. На світанку їхнє життя незворотно змінюється. Вони не встигають виїхати вчасно, а під будинком вже з'являються окупанти. Пара опиняється у пастці власної квартири без електрики, води та зв'язку. Протягом п'яти днів між ними зникає усе зайве — лишається тільки правда про них самих та безодня справжньої близькості між двома людьми.

## У ролях
| • Іра Нірша            | … | Оля   |
| • Роман Луцький        | … | Тарас |
| • Марія Рудинська      | … |       |
| • Артем Шутько         | … |       |
| • Катерина Щекатурова  | … |       |
| • Володимир Усик       | … |       |
| • Олександр Рудинський | … |       |

## Знімальна група
- Авторка сценарію та режисерка — Жанна Озірна
- Продюсер — Дмитро Суханов
- Оператор-постановник — Володимир Усик
- Художниця-постановниця — Маргарита Кулик
- Композитор — Антон Дегтярьов
- Звукорежисер — Сергій Степанський
- Режисери монтажу — Філіп Сотниченко, Жанна Озірна
- Художниця з костюмів та гриму — Анастасія Сутягіна
- Підбір акторів — Алла Самойленко

## Виробництво
Фільм створено без державного фінансування виключно коштом програми підтримки молодих кінематографістів La Biennale Di Venezia (грант на суму 200 тисяч євро) від Венеційського кінофестивалю.
Фільм повністю знімався в Україні, у Київській області. Першу концепцію проєкту (тритмент) режисерка Жанна Озірна представила в жовтні 2023 року. Знімання фільму почалося в середині березня 2024 року.
У фільмі використані порцелянові роботи українських митців Дмитра Красного та Максима-Стефана Лозового.

## Реліз
Світова прем'єра фільму відбулася 2 вересня 2024 року у програмі «Biennale College Cinema» 81-го Венеційського міжнародного фестивалю в Італії.
В Україні відбулося дві прем'єри — неофіційна 17 жовтня 2024 на Київському тижні критики (фільм демонстрували на спеціальному показі для обмеженого кола глядачів), офіційна — 29 жовтня 2024 у програмі Міжнародного конкурсу 53-го Київського міжнародного кінофестивалю «Молодість».
Фільм також брав участь у програмах міжнародних фестивалів у французькому Аррасі (отримав Гран-прі «Золотий атлас»), Гетеборзі (Швеція), Софії (Гран-прі «Софія — місто кіно»), Тбілісі (Грузія), Салоніках (Греція), Оттаві (Канада), Кошиці (Словаччина) та ін.
Права на показ фільму у світі належать лондонській міжнародній сейлз-компанії REASON8 Films. Дистриб'ютор стрічки в Україні — компанія B&H Film Distribution.
В національному українському кінотеатральному прокаті фільм з 11 вересня 2025 року.

## Нагороди
- 2024: Гран-прі «Золотий Скіфський олень» — 53-й Київський МКФ «Молодість» (Україна)[3][4];
- 2024: Гран-прі журі «Золотий атлас» — 25-й Міжнародний кінофестиваль в Аррасі (Франція)[9][13];
- 2025: Премія Національної спілки кінематографістів України імені Сергія Параджанова серед професійних дебютів — Спеціальна нагорода за акторський дебют (Іра Нірша);
- 2025: Премія-відзнака українського театру та кіно «Чорний лотос» у категорії «Режисерка (кіно)», (Жанна Озірна);
- 2025: Гран-прі «Софія — місто кіно» за Найкращий фільм у Міжнародному конкурсі перших і других повнометражних фільмів — 29-й Софійський міжнародний кінофестиваль (Болгарія)[11];
- 2025: Приз молодіжного журі за Найкращий фільм Міжнародного конкурсу — 29-й Софійський міжнародний кінофестиваль (Болгарія)[11].